# Nostra Signora di Akita

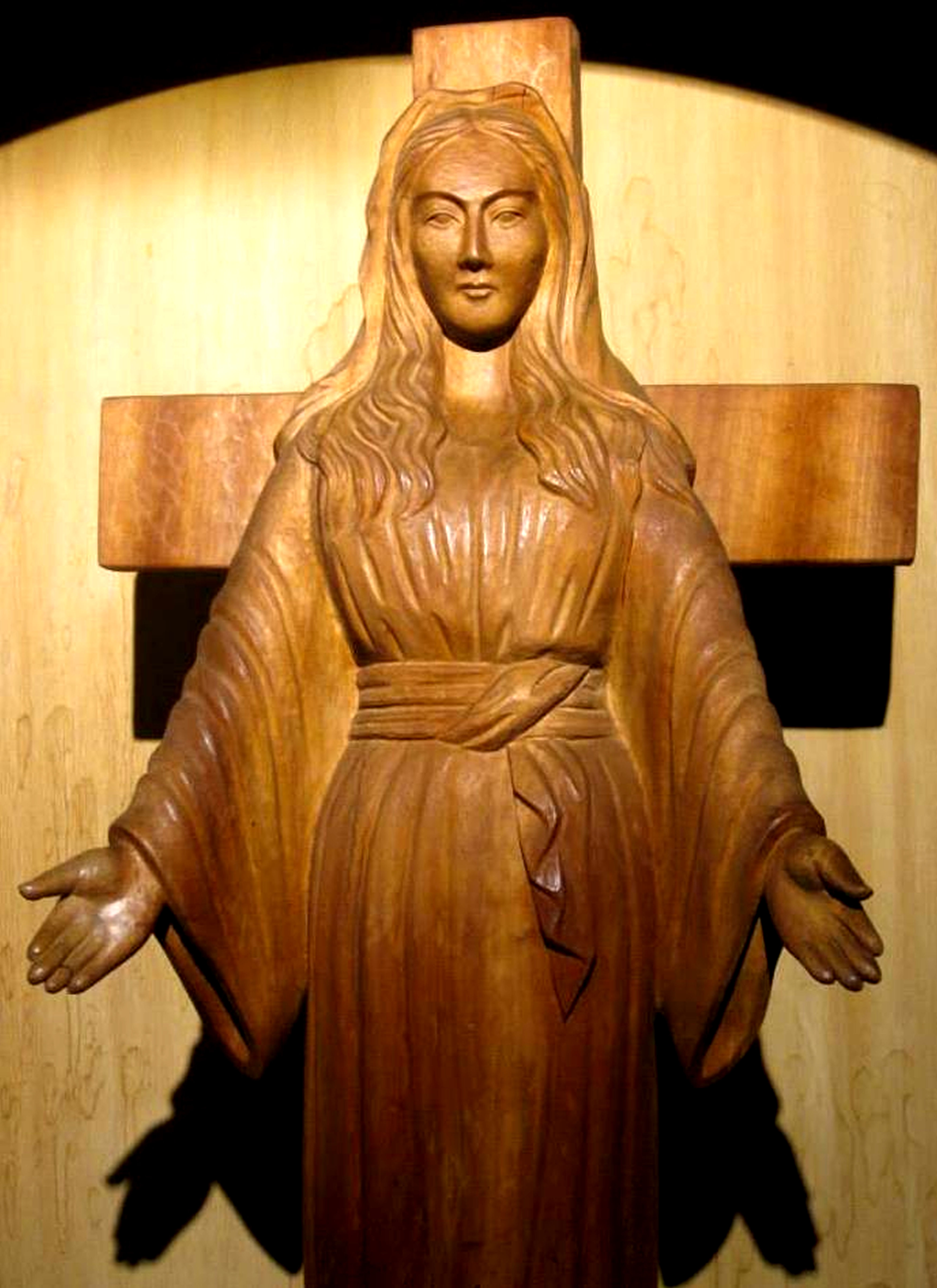
Nostra Signora di Akita, realizzata da Saburo Wakasa, basandosi sull'icona Nostra Signora di tutte le nazioni dipinta da Heinrich Repke.

Nostra Signora di Akita è l'appellativo con cui la Chiesa cattolica venera Maria, in seguito alle apparizioni che avrebbe avuto nel 1973 ad Akita, in Giappone, la quarantaduenne suor Agnese Katsuko Sasagawa (28 maggio, 1931 - 15 agosto, 2024), dell'ordine delle "Serve dell'eucaristia". Sasagawa si è spenta il 15 agosto 2024 (giorno dell'Assunzione della Madonna in Cielo), all'età di 93 anni, ad Akita, in Giappone, nel convento dove viveva.

## La storia
Per diversi decenni, Sasagawa, originaria di una famiglia buddista, aveva incontrato molti problemi di salute. È nata prematura e ha sofferto di cattive condizioni di salute per gran parte della sua vita.
Ha anche avuto un'operazione all'appendice mal eseguita ed è stata immobile per più di un decennio. Secondo quanto riferito, la sua salute è migliorata dopo aver bevuto acqua di Lourdes mentre era sotto la cura di una suora cattolica. Dopo essere diventata totalmente sorda, andò a vivere con le suore vicino ad Akita.
Stando al racconto della suora giapponese, il 12 giugno 1973 ella cominciò a vedere una luce brillante proveniente dal tabernacolo della chiesa del suo convento, insieme ad angeli in adorazione.
Il 28 giugno uno stimma a forma di croce sarebbe apparso sulla mano sinistra della suora. Il 6 luglio sarebbe seguita la prima di tre apparizioni mariane, accompagnate da messaggi.
Tra il 4 gennaio 1975 e il 15 settembre 1981, suor Agnese riferì di aver assistito inoltre a 101 lacrimazioni, anche di sangue, di una statua della Madonna. Oltre 500 persone furono testimoni di questi episodi mistici, compreso il vescovo del luogo, Sojiro Ito, il quale fece analizzare il liquido lacrimale e le gocce di sangue dalla facoltà di medicina di Akita, che ne dichiarò la natura umana.
Nel 1981 una donna coreana, la signora Chun, ottenne la guarigione immediata da un tumore al cervello in fase terminale, mentre pregava davanti alla statua. In seguito a tale episodio la Chiesa cattolica, per voce di monsignor Giovanni Sojiro Ito, vescovo di Niigata, autorizzò il culto di "Nostra Signora di Akita".

## La Stigmate
Sasagawa «ha affermato di aver avuto un'esperienza stigmatica». La sua mano sinistra ha sviluppato segni di sanguinamento. Yasuda scrisse che nel giugno 1973 «al centro del palmo c'erano due graffi rossi a forma di croce» che sembravano essere stati «incisi nella pelle» e iniziarono a sanguinare pochi giorni dopo. «C'erano due tracce rosse a forma di croce e sembravano causare dolore», secondo una suora. Secondo il racconto di Sasagawa, le stimmate sono emerse dopo che ha iniziato a vedere esseri soprannaturali, che sembravano angeli, e due incidenti in cui ha sentito un dolore lancinante nel palmo della mano. Quando la ferita è apparsa sulla sua mano, sono state proposte varie spiegazioni, inclusa la teoria della capacità ectoplasmatica, anche se i teologi hanno affermato che le stimmate sulle mani di Sasagawa e sulla statua erano segni.

## Statua piangente
Il palmo della mano destra della statua trasudava un liquido da due brevi linee che si intersecavano. È stato descritto come "un segno nerastro" da una suora. Si sarebbe detto che fosse stato tracciato con la punta di una matita. «Si sarebbe detto che sono stati tracciati con una penna a sfera con inchiostro nero», secondo una seconda suora, «fuori due punti più scuri. Assomigliava molto all'inchiostro che si era diffuso sotto l'effetto del calore. Ho pensato tra me e me che la maestra delle novizie deve aver parlato di questi punti quando ha visto il sangue scorrere attraverso un foro grande quanto un ago». Una terza suora, che era stata la sacrestana, descrisse che «vide in mezzo al palmo della mano destra che una ferita a forma di croce era stata tagliata con qualcosa come la punta di una lama». Canale 12 di TV Tokyo ha filmato la statua piangente nel dicembre 1973. Il gruppo sanguigno della statua e il suo tipo di sudore e lacrima erano rispettivamente di tipo B e AB.

## Il riconoscimento da parte della Chiesa cattolica
Nel 1988 l'allora cardinale prefetto della Congregazione per la Dottrina della Fede, Joseph Ratzinger, espresse il giudizio definitivo sulla vicenda, dichiarando che era attendibile e degna di fede.

## Le apparizioni e i messaggi
La prima apparizione sarebbe avvenuta il 6 luglio 1973: suor Agnese, che allora era affetta da una forma di sordità, da cui in seguito sarebbe guarita, riferì di aver visto, nella cappella del suo convento, una statua della Madonna illuminarsi e animarsi, e contemporaneamente di aver udito una voce che diceva tra l'altro: «Figlia mia, novizia mia, tu sei stata molto coerente nella fede che hai mostrato. L'orecchio malato è per te qualcosa di molto doloroso, ma ti verrà guarito. Sii paziente. Sacrìficati ed espìa per i peccati del mondo. Tu sei per me una figlia indispensabile. Fai tuoi i propositi delle Serve del Santissimo Sacramento, prega per il Papa, i vescovi e i preti».
Alcune consorelle, entrate nella cappella lo stesso giorno, avrebbero notato che sulla mano destra della statua di Maria era apparso uno stimma a forma di croce, uguale a quello di suor Agnese.
La seconda apparizione sarebbe seguita il 3 agosto. Ecco una sintesi del messaggio: «…Affinché il mondo possa conoscere la Sua ira, il Padre celeste si sta preparando a infliggere un grande castigo su tutta l'umanità. Con mio Figlio sono intervenuta tante volte per placare l'ira del Padre. Ho impedito l'arrivo di calamità offrendogli le sofferenze del Figlio sulla Croce, il Suo prezioso sangue e le anime dilette che Lo consolano formando una schiera di anime vittime…».
Il 13 ottobre 1973 sarebbe avvenuta l'ultima apparizione, accompagnata da un messaggio nel quale viene spiegata la natura dell'imminente castigo divino. Questa la sintesi del messaggio: «…Come ti ho detto, se gli uomini non si pentiranno e non miglioreranno sé stessi, il Padre infliggerà un terribile castigo su tutta l'umanità. Sarà un castigo più grande del diluvio, tale come non se ne è mai visto prima. Il fuoco cadrà dal cielo e spazzerà via una gran parte dell'umanità, i buoni come i cattivi, senza risparmiare né preti né fedeli. I sopravvissuti si troveranno così afflitti che invidieranno i morti. Le sole armi che vi restano sono il Rosario e il Segno lasciato da Mio Figlio. Recitate ogni giorno la preghiera del Rosario. Con il Rosario pregate per il Papa, i vescovi e i preti. L'opera del diavolo s'insinuerà anche nella Chiesa in una maniera tale che si vedranno cardinali opporsi ad altri cardinali, e vescovi contro vescovi. I sacerdoti che mi venerano saranno disprezzati e ostacolati dai loro confratelli…, chiese e altari saccheggiati; la Chiesa sarà piena di coloro che accettano compromessi e il demonio spingerà molti sacerdoti e anime consacrate a lasciare il servizio del Signore. Il demonio sarà implacabile specialmente contro le anime consacrate a Dio. Il pensiero della perdita di tante anime è la causa della mia tristezza. Se i peccati aumenteranno in numero e gravità, non ci sarà perdono per loro… Prega molto la preghiera del Rosario. Solo io posso ancora salvarvi dalle calamità che si approssimano. Coloro che avranno fiducia in me saranno salvati».
Il 6 luglio 1973, prima di quest'apparizione, suor Agnese riferì di aver visto il suo angelo custode, che le sarebbe apparso anche negli anni successivi.
Le lacrimazioni della statua della Madonna, unitamente a essudazioni profumate, furono osservate da centinaia di fedeli.
La statua di Maria, scolpita in legno da uno scultore locale, riproduce l'immagine della Signora di tutti i popoli di Amsterdam.

## Nuovo messaggio
Il 27 ottobre 2019, WQPH 98.3 FM, una radio cattolica che trasmette nello stato americano del Massachusetts, ha dato la notizia che Sasagawa ha ricevuto un nuovo messaggio. Il 6 ottobre 2019, Sasagawa è stata svegliata dal suo angelo custode che le ha detto: “Copriti di cenere e prega un rosario di riparazione ogni giorno. Diventa come un bambino. Offri sacrifici ogni giorno”.
Questo è il discorso pronunciato da Suor Sasagawa che Suor M ha sentito di persona.
Domenica 6 ottobre alle 3:30 del mattino ad Akita, lo stesso angelo è apparso davanti a me (sorella Sasagawa) come circa 30 anni fa (vedi nota 1).  L'angelo ha prima detto a me (sorella Sasagawa) qualcosa di privato.
La cosa buona da trasmettere a tutti è: “Copritevi di cenere” (vedi nota 2) “e per favore pregate il Rosario penitenziale ogni giorno”.  Tu (suor Sasagawa) diventi come un bambino e ogni giorno ti prego di sacrificarti”.
A Suor S è stato chiesto da Suor M: “Posso dirlo a tutti?”, e quando le è stato chiesto, secondo Suor M, le è stato detto Ok da Suor Sasagawa.  Inoltre, “Per favore, pregate che io (Sasagawa) sia in grado di essere come un bambino e di fare sacrifici”, è stato detto dalla signora S, come sentito dalla sorella M.
-fine del messaggio-
Nota 1: Ad Akita, l'angelo che è apparso davanti a suor Sasagawa era una donna e, senza pensarci, suor Sasagawa ha esclamato “Sorella maggiore”.  Sembrava che assomigliasse alla sua sorella maggiore che era morta.  Le fu detto: “No, io sono qualcosa che ti protegge”.
E poi: “Andiamo in chiesa”, e Sasagawa è stata guidata lì.  (Si pensa che sia l'angelo custode di Komatsu).

Nota 2: La profezia di Giona (Giona 3,1-10) (prima lettura dell'8 ottobre): vestiti di sacco e seduti sulla cenere.